# Vlag van Vriezenveen

Vlag van Vriezenveen
(1966-2001)

Voorgaande vlag
(1962-1966)

De vlag van Vriezenveen werd op 25 maart 1966 bij raadsbesluit vastgesteld als de gemeentelijke vlag van de Overijsselse gemeente Vriezenveen. Op 1 januari 2001 ging de gemeente samen met Den Ham waardoor de vlag als gemeentevlag kwam te vervallen. Aanvankelijk werd de nieuwe gemeente Vriezenveen genoemd, maar op 1 juni 2002 werd de naam gewijzigd in Twenterand.

## Beschrijving
De vlag wordt als volgt beschreven: 
Over een lengte van de helft van de vlaghoogte langs de broekzijde een groene baan waarop, rakende de zijden van de baan, een witte ruit, beladen met een groen eikenblad, het uitwaaiende gedeelte van de vlag van wit beladen met drie schuine groene banen.
Niet vermeld wordt dat de banen in de richting van de vluchthoek lopen. Het ontwerp is gemaakt door de Stichting voor Banistiek en Heraldiek. De kleuren zijn ontleend aan het gemeentewapen. De eik in het wapen is in de vlag gesymboliseerd door een enkel eikenblad. De herkomst van de schuine banen is onbekend.

## Voorgaande vlag
Sierksma beschrijft in 1962 een vlag die door het gemeentebestuur onofficieel werd gebruikt als volgt:
Twee evenlange banen van groen en wit, met in de groene baan het gemeentelijke wapenschild.

## Verwante symbolen

Wapen van Vriezenveen

Ambt Delden 
· Avereest 
· Bathmen 
· Blokzijl 
· Brederwiede 
· Den Ham 
· Denekamp 
· Diepenheim 
· Diepenveen 
· Genemuiden 
· Goor 
· Gramsbergen 
· Hasselt 
· Heino 
· Holten 
· IJsselham 
· IJsselmuiden 
· Markelo 
· Nieuwleusen 
· Noordoostpolder 
· Olst 
· Ootmarsum 
· Rijssen 
· Stad Delden 
· Steenwijk 
· Steenwijkerwold 
· Urk 
· Vollenhove 
· Vriezenveen 
· Wanneperveen 
· Weerselo
· Wijhe 
· Zwartsluis 
· Zwollerkerspel